# Вавуцик
Вавуцик (грец. Βαβούτζικος) — візантійська знатна родина, яка була в родинних зв'язках з Аморійською династією.
Походження цієї родини невідомо. У візантійських джерелах представники родини Вавуцик фігурують як наближені до імператора члени придворної аристократії. Схоже їх підвищення пов'язане з одруженням у 821 або 831 імператора Феофіла з Феодорою, яка сприяла наближенню до двору свої родичів. Близько того ж часу Костянтин Вавуцик одружився із сестрою Феодори Софією і зайняв високі пости у гвардії. Історик Фрідгельм Вінкельманн, виходячи з цього тісного зв'язку саме з родиною імператриці Феодори, припустив, що вони походили також, як і вона, з Пафлагонії, а, можливо, були вірменського походження. Пізніше Костянтин направлений на захист Аморію від військ халіфа аль-Мутазима, де потрапив у полон. У полоні Констянтин був страчений разом із своїми товаришами 845.
Іншим представником родини того ж часу був Феодосій, також патрикій, як і його родич. Він був посланцем до двох імператорів Заходу — Людовика Благочестивого і Лотара I, а також до Венеції. Під час свого останнього посольства до Лотара він, приблизно у той же час, що і імператор Феофіл. Після нього патронім Вавуцик більше не зустрічається аж до самого кінця правління Василя I. Схоже, представники цієї родини залишились у складі аристократії і після зміни династії, але втратили свій вплив. Останній раз це ім'я зустрічається у зв'язку з повстанням Йоана Куркуаса, в яком брав участь один Вавуцик